# 薬剤師 (ハイドン)
『薬剤師』（やくざいし、Lo speziale）Hob.XXVIII:3は、フランツ・ヨーゼフ・ハイドンが1768年に作曲した全3幕のイタリア語のオペラ。分類としてはドラマ・ジョコーソになる。第3幕は断片以外現存していない。

## 概要
エステルハーザでは1768年から1784年にかけて10曲のハイドンのイタリア・オペラが初演されたが、この曲はそのうち最初のもので、おそらく1768年に落成したエステルハーザのオペラハウスのこけら落としで上演された。
台本はカルロ・ゴルドーニが1752年にボローニャの謝肉祭のために書いたものをもとにしているが、おそらくエステルハージ家の楽団員だったカール・フリーベルト（Karl Frieberth）によって書き直された。原作で7人いた登場人物は4人に減らされている。ゴルドーニにもとづくハイドンのオペラとしてはほかに『漁師の娘たち』と『月の世界』がある（いずれもドラマ・ジョコーソ）。
4人の登場人物のみによる軽妙な喜劇で、合唱は使われない。各幕は長い滑稽な重唱で終わる。第3幕の音楽は「トルコ風」の変なアリアと最後の四重唱のみが残っている（それ以外の部分は台本のみ残る）。
ハイドンのオペラは長らく省みられなかったが、1895年にドイツ語に直した版が『Der Apotheker』の題でドレスデンで上演された。第3幕はロバート・ヒルシュフェルト(Robert Hirschfeld)によって補作された。このドイツ語版はグスタフ・マーラー指揮でハンブルクとウィーンでも上演された。

## 編成
- ソプラノ2、テノール2
- フルート2、オーボエ2、ファゴット、ホルン2、弦楽器、通奏低音[3]

## 登場人物
- センプローニオ（テノール）- 薬剤師。新聞の国際欄を読むのが趣味。
- グリレッタ（ソプラノ）- センプローニオが後見人になっている娘。
- メンゴーネ（テノール）- センプローニオの徒弟で、グリレッタと愛しあっている。
- ヴォルピーノ（ソプラノ、ズボン役）- グリレッタを我が物にしようとしている若い男。

## あらすじ

### 第1幕
センプローニオはグリレッタの後見人だが、そのままグリレッタと結婚したいと思っている。そこへヴォルピーノが薬の注文にやってくるが、薬は口実で彼もグリレッタを狙っていたのだった。しかしグリレッタはセンプローニオの徒弟のメンゴーネが好きなので、ヴォルピーノのことなど構わない。
グリレッタとメンゴーネは薬草をより分けながらセンプローニオの目をぬすんで愛しあうが、とうとう抱きあっているのが見つかってしまう（三重唱 Quanti son di questa polvere）。

### 第2幕
怒るセンプローニオは何とかしてグリレッタと結婚しようとする。一方グリレッタはメンゴーネの態度が煮えきらないことから腹をたて、けんかになってしまう。
求婚してきたセンプローニオに対してグリレッタはメンゴーネへの当てつけのつもりで承諾してしまうが、センプローニオは公証人を呼んで結婚契約書を作ろうとする。ヴォルピーノとメンゴーネはともに公証人に化けてやってくるが、ふたりともグリレッタの結婚相手として自分の名前を書いていたことがばれ、センプローニオは怒って彼らを追いだす（四重唱 Con la presente scrittura）。

### 第3幕
ヴォルピーノはトルコがイタリアで薬剤師を求めているという知らせを持ってくる。センプローニオは金に目がくらみ、トルコへ行こうとする。一方メンゴーネとグリレッタは仲直りする。
ヴォルピーノはトルコ人に変装して現れ、センプローニオを薬剤師として雇う条件として自分とグリレッタの結婚を持ちだす（アリア Salamelica）。センプローニオがグリレッタと結婚したがっていたのはもともと金目当てだったので、トルコに行ければ問題ないと承諾する。ところがヴォルピーノがグリレッタを探しにいっている隙に、メンゴーネもトルコ人に化け、先回りしてセンプローニオからグリレッタとの結婚の承認を引きだす。出しぬかれたヴォルピーノとセンプローニオは嘆くがどうしようもなく、メンゴーネとグリレッタは喜びあう。